# Adoretus cribratus
Adoretus cribratus är en skalbaggsart som beskrevs av White 1844. Adoretus cribratus ingår i släktet Adoretus och familjen Rutelidae. Inga underarter finns listade i Catalogue of Life.